# Bolitoglossa anthracina
Bolitoglossa anthracina är en groddjursart som beskrevs av Brame, Savage, Wake och James Hanken 200. Bolitoglossa anthracina ingår i släktet Bolitoglossa och familjen lunglösa salamandrar. IUCN kategoriserar arten globalt som otillräckligt studerad. Inga underarter finns listade.